# Otto Simon
Otto Simon (7 janvier 1876 - 4 avril 1941) est un professeur de lycée pionnier du mouvement espérantiste autrichien,.

## Biographie
Professeur de mathématiques et de physique, il enseigna quelques années à Ungarisch Hradisch puis il termina sa carrière à Vienne (Autriche). Lui et son épouse étaient de confession juive, ils eurent trois enfants.

### Parcours espérantiste
Il apprit l'espéranto en 1902 après avoir lu la revue du mathématicien français Charles Méray. C'est à cette époque qu'il se lia d'amitié avec l'espérantiste hongrois Johann Schröder qui l'initia avec l'aide de quelques amis à la pratique de l'espéranto. Il maintenait aussi des relations avec la première société espérantiste d'Autriche fondée à Brünn en 1901. En 1905, il participe au premier congrès mondial d’espéranto à Boulogne-sur-mer où il est élu membre du lingva komunitato (comité pour la langue). Il participe également au congrès mondial de Genève en 1908. La même année, il fonde en Autriche, la ligue des groupes espéranto de langue allemande. En 1909, il est à l'origine des cours d'espéranto à l'académie de commerce de Vienne. En 1913, il est cofondateur de la société des enseignants espérantistes d'Autriche. Pendant la grande guerre peu d'espérantistes peuvent poursuivre leur activité néanmoins Otto Simon donnera encore des cours d'espéranto à la nouvelle académie de commerce de Vienne. En 1923, il fonde la délégation autrichienne d'espéranto. En 1924, il organise le congrès mondial de Vienne. À partir de 1925, il met en place des examens nationaux d'espéranto. De 1925 à 1932, il est membre ou président de la Ligue des travailleurs autrichiens.

### L'exil
À partir de 1933 l'espéranto fait l'objet de persécutions, Otto Simon finit sa vie en exil en 1941 aux États-Unis.